# LogFS
LogFS는 리눅스의 로그 구조화 파일시스템이며  플래시 파일시스템이다. 대용량의 플래시 메모리 장치를 위해 개발되었다. Jörn Engel이 작성했으며 일부 CELF의 지원을 받았다.
2008년 11월, LogFS는 스스로의 테스트를 모두 통과하였다. 여전히 많은 개발이 진행 중이며 현장에서 LogFS를 사용하는 경우는 알려져 있지 않다.
JFFS2, YAFFS, UBIFS와 다르게 LogFS은 솔리드 스테이트 드라이브, USB 플래시 드라이브, 메모리 카드에 대해 매우 느린 지원을 제공한다.